# 小松原道太郎
小松原 道太郎（こまつばら みちたろう、1886年（明治19年）7月20日 - 1940年（昭和15年）10月6日）は、日本陸軍の軍人。最終階級は陸軍中将。

## 経歴
神奈川県横須賀市出身。海軍工廠技師・小松原五良の長男として生れる。東京陸軍地方幼年学校、中央幼年学校を経て、1905年11月、陸軍士官学校（第18期）を卒業。翌年6月、歩兵少尉に任官し歩兵第34連隊付となる。1909年から翌年にかけてロシア語研究のためロシアに派遣。参謀本部付勤務、青島の戦い出征を経て、1915年12月、陸軍大学校（第27期）を卒業した。
歩兵第34連隊中隊長、参謀本部付勤務、参謀本部員、参謀本部付（欧州・対ソ諜報）、ロシア大使館付武官補佐官、参謀本部員、陸大専攻学生、陸大教官、ソ連大使館付武官、参謀本部付、歩兵第57連隊長、関東軍司令部付（ハルピン特務機関長）などを歴任し、1934年8月、陸軍少将に進級。
参謀本部付、歩兵第8旅団長、近衛歩兵第1旅団長、第2独立守備隊司令官などを経て、1937年11月、陸軍中将となった。1938年7月7日、第23師団長（- 1939年11月6日）に親補されハイラルに駐屯。「外蒙古兵700名が不法越境してきたので、師団の一部と満州軍で撃滅する」と打電しノモンハン事件のきっかけとなった。第23師団は壊滅的な打撃を受けた。
戦後に小松原は、犠牲者の多さに責任を感じ負傷兵や遺族の対応に心を尽くす一方で、第23師団捜索隊を指揮した井置栄一中佐に自殺を強要した。1939年11月に関東軍司令部付さらに参謀本部付を経て、1940年1月に予備役に編入された。胃がんを患っていることが判明し東京帝大病院から陸軍軍医学校に転院され10月に病死した。
2011年12月、黒宮広昭インディアナ大教授は、日本とロシアの公文書などを基に、小松原がソ連のハニートラップに引っかかり、ソ連の対日情報工作に協力するスパイだった可能性が大きいと発表した。ハルビン特務機関長時代には多くの機密情報がソ連側に漏えいした形跡があるという。なお、同様の説は以前からロシアの研究者などが唱えていた。

## 親族
- 弟 小松原遡郎（陸軍大佐）